# Glyceria grandis
Glyceria grandis là một loài thực vật có hoa trong họ Hòa thảo. Loài này được S.Watson mô tả khoa học đầu tiên năm 1890.

## Hình ảnh

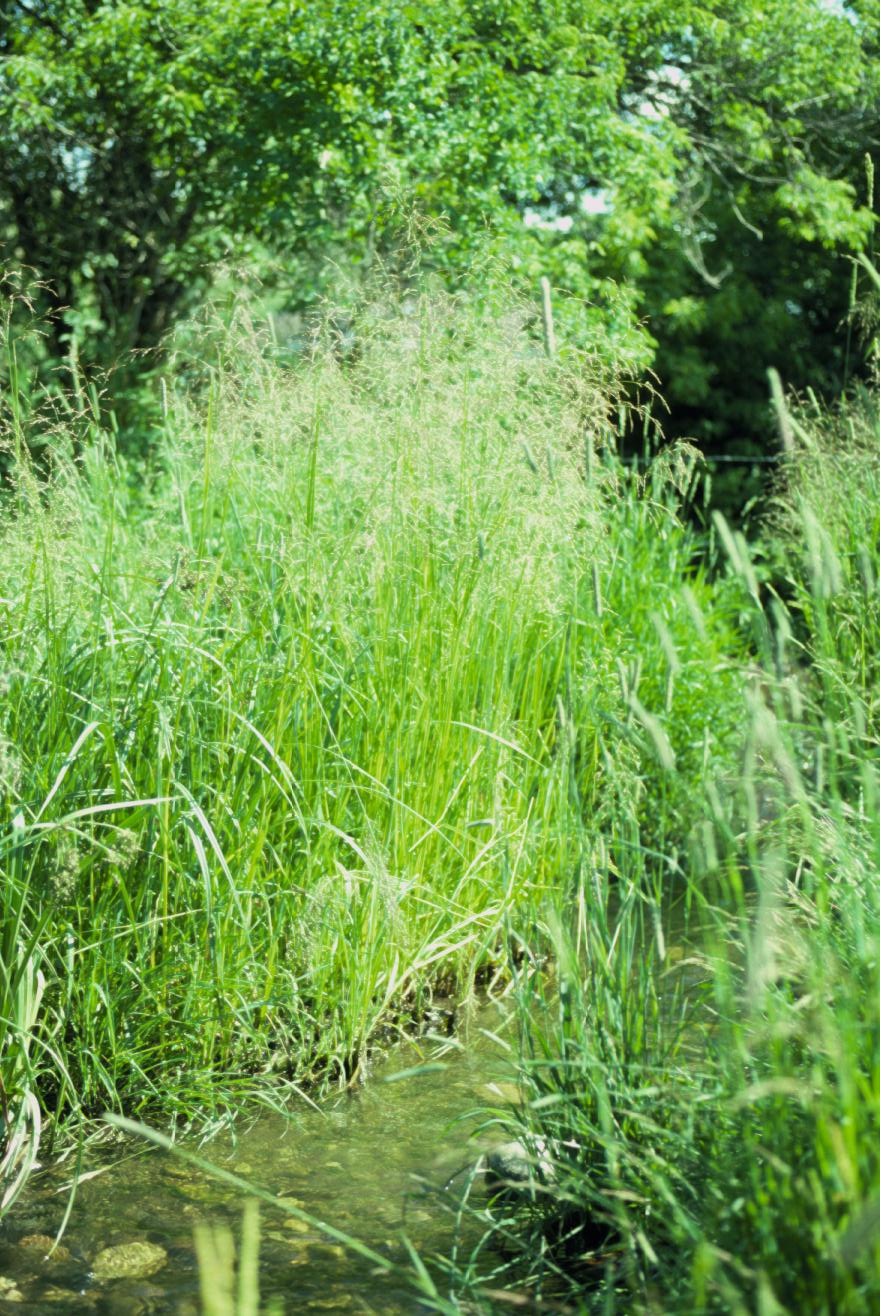
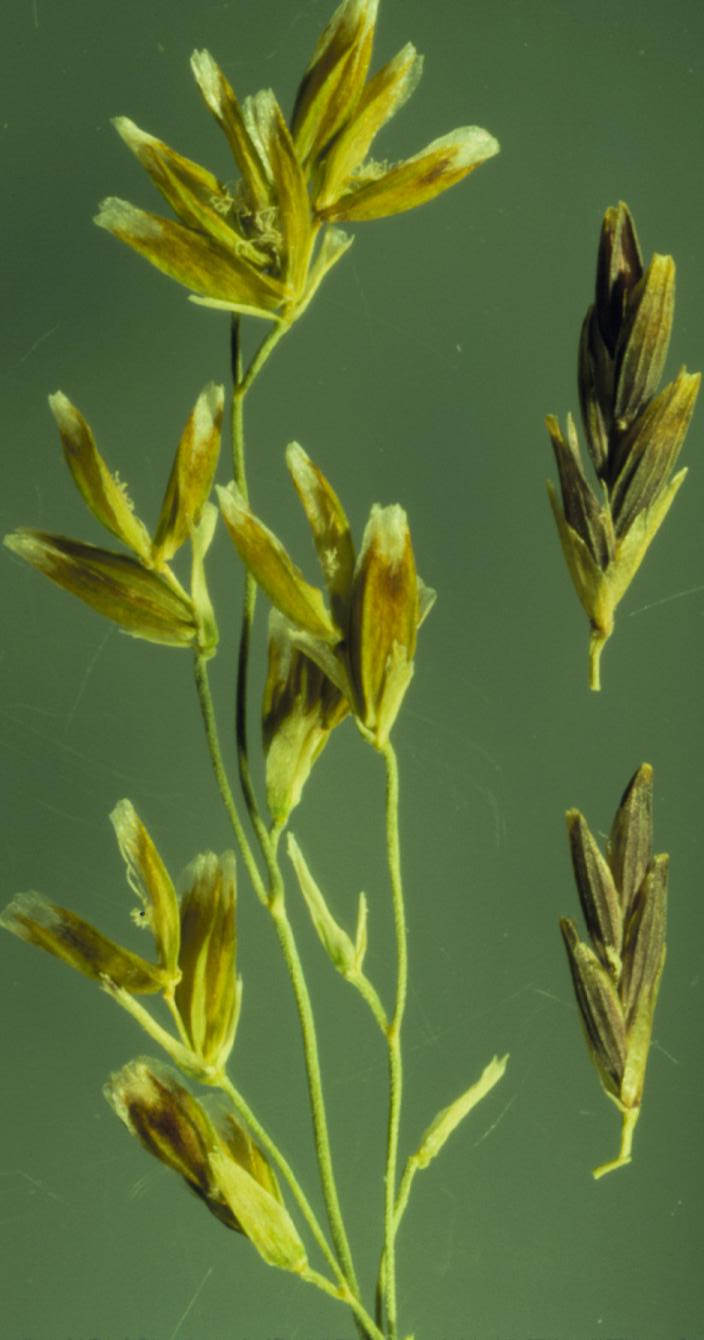
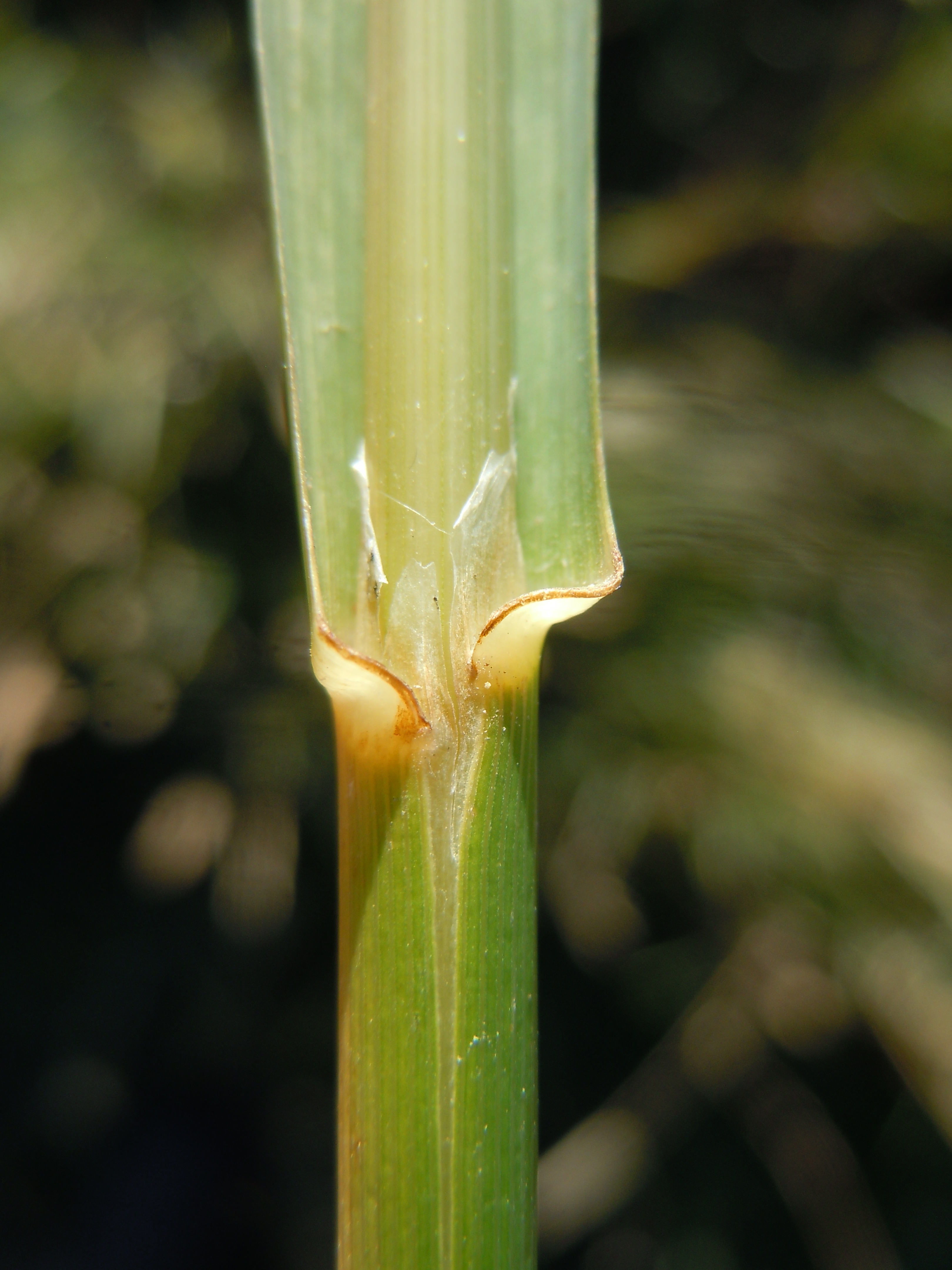
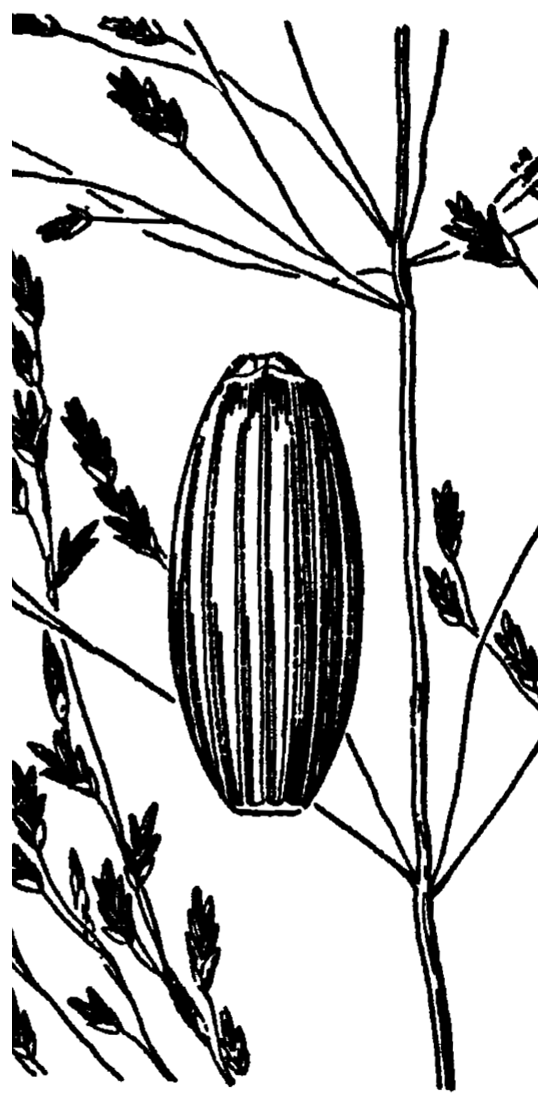